# Tértár kötetek
TÉRformák - TÁRsadalomformák építészetszociológiai könyvsorozat és kutatóműhely

## A sorozat koncepciója
A sorozat célja olyan tematikus kötetek szerkesztése és megjelentetése, amelyek egyrészt a külföldi tudományos eredményeket tolmácsolják a hazai olvasók felé, másrészt a hazai, a tér, térformálás, térértelmezés humán oldalát megvilágító kutatásokról ad képet. Alapvető cél, hogy a kötetek önállóan is megállják a helyüket, ezért mindegyik saját témával, önálló tematikai koncepciót követve szerkesztődik, ugyanakkor minden esetben kötődik valamilyen általános építészetszociológiai témához is. Hazánkban nagy szükség volt egy témájában az építészethez kötődő, de módszertanában, szemléletmódjában hangsúlyosan tudományközi párbeszédre. Az építészeti környezet kérdésköre ugyanis messze túlmutat egy-egy tudományterület határán és általában a társadalom építészeti kultúrájának és identitásának kérdéseit tárgyalja.
Az eddig megjelent kötetek: 
1) Sárkány Péter - Tamáska Máté (szerk.): A tanulás helyei: iskolaépítészet (2017)
2) Kocsis János Balázs - Tamáska Máté (szerk): Modell vagy külön út.  Bécs szociális építészete (2018) 
3) Tamáska Máté - Szűts István - Krcho János - Sekan János: Változó szerepek, változó városképek. Kassa és Miskolc a 20. században (2019)
4) Pál Eszter (szerk.): Tér, tudomány, történet (2019)
5) Kollár Árpád - Tamáska Máté (szerk.): A genius loci: Irodalom és építészet (2019)
6) Ring Orsolya: A Nemzeti Színház-kép változásai és változatai a késő Kádár-korszakban (2019)
7) Jász Borbála - Zuh Deodáth (szerk.): Szociologizáló hagyományok a magyar építészetelméletben (2021)
8) Dúll Andrea  - Somogyi Krisztina - Tamáska Máté (szerk.): Iskolaépítészet Magyarországon. Örökség és megújulás (2021)  
9) Tamáska Máté (szerk.): Kockaház. A 20. század vidéki háztípusa (2021)   
10) Bihary Sarolta: Lakás vagy otthon? Budapesti lakóházak vizsgálata, 1958–1962 (2024)  
11) Kardeván Lapis Gergely – Tamáska Máté (szerk.): Hangsúlyváltások. Genius loci az 1920 előtti és utáni magyar építészetben és irodalomban (2024)
12) Tamáska Máté (szerk.): Dunai kikötők. Bécstől Újvidékig (2024)

## Sorozatszerkesztő
Tamáska Máté - építészetszociológus (Budapest, 1976). Iskolái és fokozatai: SZTE szociológia (2004), BME műemlékvédelem (2008), BME építészettörténet PhD (2010), ELTE szociológia (2012), SZTE társadalomtörténet (2017) habilitáció, MTA nagydoktori védés (2024). Főbb kutatási területe a vidéki tér építészeti modernizációja. Első könyve 2011-ben jelent meg "A vidéki tér emlékezete", majd követte 2013-ban a "Kassa-vidék településképei" és a "Falvak az uradalmak helyén", végül 2015-ben a "Torockó felfedezései". Legnagyobb visszhangot kiváltó munkái a "kockaház" jelenséghez köthetők. Írásainak központi kérdése az építészeti jelenségek társadalomtudományos magyarázata a történeti építészetszociológia keretein belül. Összefoglaló kötete, az "Építészetszociológiai tanulmányok" 2022-ben jelent meg. 2012-től dolgozik az Apor Vilmos Katolikus Főiskolán, 2021-től egyetemi tanárként, illetve tudományos rektorhelyettesként. Emellett DE Történelmi és Néprajzi Doktori Iskolában témafezetőként és a Magyar Nemzeti Levéltárban kutatóként tevékenykedik.  

## Az építészetszociológia tárgya
Az építészetszociológia alapvető célkitűzése, hogy az épített környezet társadalomtudományi értelmezési keretét teremtse meg. A középpontban építészet és szociológia áll ugyan, de valójában egy interdiszciplináris párbeszédről van szó, amely a térrel, a térformálással foglalkozó humán kutatásokat igyekszik megszólítani, illetve azoknak közös platformot teremteni. Olyan kérdéseket vizsgál, mint pl. az épített tér és a társadalomszerkezet közötti összefüggések, a tervezéselmélet társadalomtörténete, az építészszerepek változása, a hatalom és az építészet mindenkori viszonya. Az építészetszociológia az elmúlt két-három évtizedben előbb az angol, majd egyre inkább a német nyelvterületen vált önálló kutatási irányzattá. A hazai építészetszociológia ezzel szemben még csak napjainkban formálódik, s ebben a munkában a TérTár sorozat úttörő kezdeményező kíván lenni.